# Lanová dráha Ochsenkopf-Nord
Lanová dráha Ochsenkopf-Nord je odpojitelná dvojsedačková lanovka s ochranným krytem proti nepřízni počasí (2-CLD/B), která vede z Bischofsgrünu v německých Smrčinách na vrchol Ochsenkopf.
Lanovou dráhu postavila v roce 1991 italská firma Leitner ze Sterzingu, jako náhradu za stávající sedačkovou lanovou dráhu. 
V roce 2018 by měla začít výměna lanové dráhy za gondolovou, která by umožnila i přepravu kočárků a zpřístupnila by tak turistický region dalším skupinám osob. Nová lanovka by měla být uvedena do provozu na zimní sezonu 2019/2020.

## V zimě
V zimě zpřístupňuje lanovka společně s lanovkou Ochsenkopf-Süd ve Warmensteinachu lyžařské středisko na Ochsenkopfu.

## V létě
V letním období je lanovka využívána mimo jiné i k přepravě vozíků letní sánkařské dráhy, která začíná v mezistanici a je tvořena nerezovým korytem. V létě 2015 byla u spodní stanice otevřena horská dráha, která je provozována po celý rok.